# 巴达尔瓦斯
巴达尔瓦斯（Badarwas），是印度中央邦Shivpuri县的一个城镇。总人口10408（2001年）。

## 人口
该地2001年总人口10408人，其中男性5431人，女性4977人；0—6岁人口1814人，其中男946人，女868人；识字率61.68%，其中男性为71.55%，女性为50.91%。